# Nati nel 1414
| Questa pagina contiene informazioni ricavate automaticamente dalle voci biografiche con l'ausilio del template Bio e di un bot. L'aggiornamento è periodico e automatico e ricostruisce completamente la pagina. Se manca una persona in questa lista, sei pregato di non aggiungerla, ma accertati piuttosto che la sua voce biografica contenga il template Bio e che i dati anagrafici siano correttamente compilati. Se il template Bio manca, inseriscilo tu stesso o, in alternativa, metti l'avviso {{tmp\|Bio}} che ne segnala la mancanza. Se i dati riportati sono sbagliati, correggi direttamente la voce biografica; le modifiche saranno visibili in questa lista entro pochi giorni. Per chiarimenti vedi il progetto biografie. La lista contiene solo le 21 persone che sono citate nell'enciclopedia e per le quali è stato implementato correttamente il template Bio. Pagina aggiornata al 2 giu 2025. |

- 14 maggio - Francesco I di Bretagna, nobile francese († 1450)
- 21 luglio - Papa Sisto IV, papa, vescovo cattolico e cardinale italiano († 1484)
- 9 novembre - Alberto III di Brandeburgo, militare († 1486)
- 15 novembre - Munjong di Joseon, re coreano († 1452)
- Tiberto Brandolini, condottiero italiano († 1462)
- Anna di Braunschweig-Grubenhagen, nobile tedesca († 1474)
- Onorato II Caetani, nobile e mecenate italiano († 1491)
- Carlo IV d'Angiò, nobile († 1472)
- Antonio Casotti, architetto italiano († 1490)
- Baldassarre Castiglione, nobile e condottiero italiano († 1478)
- Cherubino da Spoleto, francescano, predicatore e scrittore italiano († 1484)
- Giovanni Conti, cardinale e arcivescovo cattolico italiano († 1493)
- Gerolamo Bartolomeo Gadio, architetto e ingegnere militare italiano († 1484)
- Giovanni da Dukla, presbitero, religioso e santo polacco († 1484)
- Giami, poeta persiano († 1492)
- Sebastiano Maggi, religioso italiano († 1496)
- Gregorio Tifernate, filologo, grecista e umanista italiano († 1462)
- Zaccaria Trevisan, politico, diplomatico e umanista italiano († 1466)
- Niccolò Vitelli, condottiero italiano († 1486)
- Thomas de Courtenay, V conte di Devon, nobile inglese († 1458)
- Carlo I di Nevers, nobile († 1464)